# 陈残云
陈残云（1914年—2002年），原名陈福才，笔名方远、准风月客等，男，汉族，广东广州人，中国小说家、剧作家，中国作家协会理事。